# Pic de la Socarrada (Caudiers de Conflent)
El Pic de la Socarrada, o Puig de la Socarrada, és una muntanya de 2.002,1 metres d'altitud del límit entre les comunes d'Aiguatèbia i Talau i Caudiers de Conflent, tots dos de la comarca del Conflent, a la Catalunya del Nord.
És al nord-oest del d'Aiguatèbia i Talau i al nord del de Caudiers de Conflent, al sud-est del Roc de les Comes. És bastant a prop al nord-oest del poble de Caudiers de Conflent.
El Pic de la Socarrada és escenari freqüent de rutes excursionistes per les Garrotxes de Conflent.